# 黏小奧德蘑
黏小奧德蘑，分布於北半球，屬奧德蘑屬，色通常為乳白至淡灰褐色。另外，該種野菇也是常見木棲腐生的大型菇類，生長於春夏季的中低海拔林區，數天生，肉質軟，可摘取人工栽培等，但是味道野腥。